# Pulchérie Feupo
Pulchérie Feupo de son nom complet Henritte Pulcherie Feupo Mefenza (née le 25 août 1978 à Bertoua) est une écrivaine camerounaise.

## Biographie
Henritte Pulcherie Feupo Mefenza est née dans la ville de Bertoua, dans la région de l'Est, au Cameroun. Elle est écrivaine, sociologue et coach en intégration sociale et professionnelle auprès du groupe Henritte Coaching,,,. Dans sa jeunesse, elle a fait des études secondaires et obtenu un baccalauréat scientifique. Elle poursuit en enseignement supérieur à l’université de Dschang où elle sort avec une licence en sociologie et communication. 
Elle quitte le Cameroun pour la Suisse où elle se forme comme travailleuse sociale à la haute école d'étude sociale et pédagogique de Lausanne. En Suisse, elle exerce dans le domaine de la réflexion sociale et pédagogique particulièrement sur l'intégration, le développement des pays du sud, les confusions, les conflits, et les repères actuels,. 
Elle sort son premier livre intitulé L’Âme meurtrie d’Anouck : nos identités tronquées en 2018. Par la suite, elle écrit Manon ou l'envers du décor en 2020, Je l'écoutais se raconter et j'habitais son univers en 2021 et la collection de livres pour enfants Raconte-nous grand-mère!.

## Œuvres

### Roman
- Je l'écoutais se raconter et j'habitais son univers, édition les 3 colonnes, 2021,  (ISBN 9782374808635)
- Manon ou l'envers du décor, éditions Spinelle , 2020
- L'âme meurtrie d'Anouck: nos identités tronquées, éditions Edilivre, 2018

### Œuvre enfance
- Raconte-nous grand-mère, collection